# Amtsgericht Oppeln
Das Amtsgericht Oppeln war ein preußisches Amtsgericht mit Sitz in Oppeln.

## Geschichte
In Oppeln bestand von 1849 bis 1879 das Kreisgericht Oppeln. Das königlich preußische Amtsgericht Oppeln wurde mit Wirkung zum 1. Oktober  1879 als eines von 13 Amtsgerichten im Bezirk des Landgerichtes Oppeln im Bezirk des Oberlandesgerichtes Breslau gebildet. Der Sitz des Gerichtes war  Oppeln. Sein Gerichtsbezirk umfasste den Kreis Oppeln ohne den Teil, der den Amtsgerichten Carlsruhe, Krappitz und Kupp zugeordnet war. Am Gericht bestanden 1880 sieben Richterstellen. Das Amtsgericht war damit das größte Amtsgericht im Landgerichtsbezirk.
Im Jahre 1945 wurde der Amtsgerichtsbezirk unter polnische Verwaltung gestellt, und die deutschen Einwohner wurden vertrieben. Damit endete auch die Geschichte des Amtsgerichtes Oppeln. Unter polnischer Verwaltung entstand das Sąd Rejonowy w Opolu (1950–1975: Sąd Powiatowy w Opolu).

## Richter
- Karl Magen (1924 bis 1928)